# 浜岡光哲

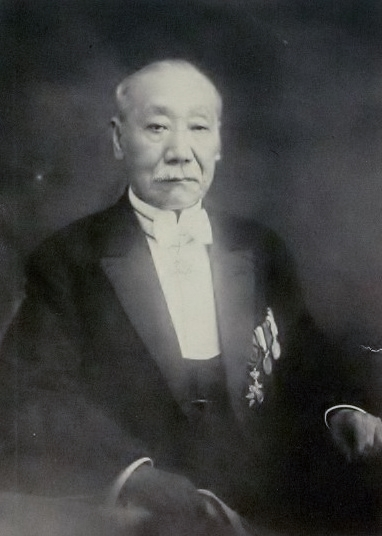
喜寿を迎えた浜岡光哲（1929年）

浜岡 光哲（はまおか こうてつ / みつあき、1853年7月5日（嘉永6年5月29日） - 1936年（昭和11年）12月6日）は、日本の実業家、政治家。衆議院議員（当選3回）。族籍は京都府士族。

## 経歴
京都嵯峨大覚寺の坊官の家に生まれ、浜岡家の養子となる。漢学、ドイツ語学を修める。
1879年、商報会社を設立し「京都商事迅報」を刊行。2年後の1881年には現在の「京都新聞」の前身「京都新報」を発刊し、社主として京都財界の中心的人物となった。また1887年に設立した京都繊維会社には田中源太郎らとともに設立発起人として参画。自らも経営に参加したほか、京都商工銀行、関西鉄道、京都ホテルの設立にも関与し、京都実業界の大物として活躍した。
関西貿易合資会社、京都日出新聞、京都電気鉄道、朝鮮無煙炭鉱、京都火災各社長、京都織物、京都陶器、京都倉庫、関西鉄道、京都工商各取締役、京都商業銀行頭取、京都商業会議所会頭、京都実業協会長、発明協会長、日本商工会議所顧問、日本大博覧会、万国博覧会、第四回勧業博覧会各評議員、戦後発展全国工業博覧会長、日本経済連盟常務理事などをつとめる。
財界での成功にとどまらず、地元京都では府会議員、市会議員も歴任。1890年に行われた第1回衆議院議員総選挙にも出馬して当選し、京都選出議員第一号となっている。その後、第10回総選挙補欠選挙、第11回総選挙で当選し、衆議院議員を通算三期務めた。
京都の教育機関の設立にも積極的に関与し、京都私立独逸学校（現在の京都薬科大学）の第二代理事長に就任したほか、同志社大学設立発起人や、立命館大学の前身「京都法政学校」の設立賛助員などにも名を連ねている。

## 栄典
- 1928年（昭和3年）11月10日 - 勲三等瑞宝章[5]

## 家族・親族
- 実父・野路井盛彰（-1858） ‐ 大覚寺坊官。光哲5歳のとき41歳で死去。[6]
- 養父・浜岡光恒 ‐  京都御所の院承仕。浜岡家は代々院に仕えた官家。[6][7]
- 従兄弟・田中源太郎[6]
- 前妻・幾子 ‐ 上鳥羽村・村岡仙造の娘。長女出産後、25歳で死去。[8]
- 長女・久子（1880-1928） ‐ 入夫に日本銀行理事・浜岡五雄（1873-1939）。五雄は柳川藩士・徳永精是の五男で、同志社を出て日本銀行入行、同ニューヨーク代理店監督などを経て理事。[9]
- 後妻・章子（-1903） ‐ 草津町 (滋賀県)・高田茂是の娘。長男出産後38歳で病死。義弟（茂是の養嗣子）に高田義一郎。[8][10]
- 二女・恭（1887年生） ‐ 入夫の浜岡清次（1871年生）は、光哲が1917年に設立した朝鮮無煙炭鉱の社長を務めた。[11][12]
- 長男・浜岡達郎（1902-1927） ‐ 三高、東大法科を出て大蔵省官吏となったが早世[13]
- 孫・浜岡雄一（1902年生） ‐ 長女久子の長男。三井銀行員。[3][14]
- 孫・改野雪子（1907年生） ‐ 雄一の妹。改野耕三長男・五郎の妻。[14]
- 孫・小田川芳子（1909年生） ‐ 雄一の妹。小田川全之四男・鋼吉の妻。[14]